# Claws (serie televisiva)
Claws è una serie televisiva statunitense drammatica in onda per quattro stagioni sul network TNT dall'11 giugno 2017 al 6 febbraio 2022.
La serie è stata ordinata per una prima stagione di 10 episodi il 13 dicembre 2016, e originariamente sviluppata come un'unica commedia di mezz'ora per la HBO. Ambientato a Palmetto, Florida, la serie è filmata per lo più a New Orleans. Il 12 luglio 2017 TNT ha rinnovato la serie per una seconda stagione, trasmessa dal 10 giugno 2018. Il 2 luglio 2018, TNT ha rinnovato la serie per una terza stagione. Il 1º ottobre 2019 è stato confermato il rinnovo per una quarta e ultima stagione.
La serie è incentrata sulle vicende di cinque estetiste della Florida e gli intrecci con la malavita locale.

## Trama
Cinque manicuriste del salone Nail Artisan di Manatee County, Florida entrano a far parte del mondo tradizionalmente maschile della criminalità organizzata quando iniziano a riciclare denaro per una clinica del dolore delle vicinanze. Desna Simms è la proprietaria del salone, desiderosa di espandersi ed avere un salone migliore. Desna vive con il fratello autistico ed è fidanzata con Roller, nipote di un boss locale.

## Personaggi e interpreti

### Principali
- Desna Simms (stagioni 1-4), interpretata da Niecy Nash, doppiata da Francesca Guadagno.
Proprietaria del Nails Artisan, un salone per manicure nella Contea di Manatee, Florida, ed impiegata della famiglia Husser. Ricicla denaro per aumentare l'entrate, in modo tale può risparmiare e comparare un salone migliore. Aveva una relazione instabile con Roller Husser, ma quando viene a sapere che tratteneva parte dei suoi guadagni, lei e Virginia decidono di ucciderlo. In seguito viene rivelato che Desna e suo fratello Dean passarono la loro infanzia con i loro genitori adottivi abusivi, spiegando il perché sia così determinata a costruirsi una vita propria. Alla fine riesce a lasciare la mafia, ma successivamente costretta a continuare a riciclare soldi per la mafia russa.
- Polly Marks (stagioni 1-4), interpretata da Carrie Preston, doppiata da Tiziana Avarista.
Una donna della Carolina del Sud dai capelli rossi dipendente del salone. Ex truffatrice professionista, bugiarda patologica e ladra esperta, di recente rilasciata in libertà condizionale a causa della gestione di una frode in materia di previdenza sociale. Il suo rapporto con Desna è basta su completa lealtà; arrivando perfino a minacciare Virginia con un coltello quando questa coinvolge quasi Desna nella "morte" di Roller. Instaura anche una specie di legame materno con Marnie, una ragazza adolescente in cerca di scappare dalla madre negligente, che cerca di forzare Marnie a prostituirsi.
- Annalise "Quiet Ann" Zayas (stagioni 1-4), interpretata Judy Reyes, doppiata da Antonella Baldini.
La guardia del salone, portiera, e occasionalmente scagnozza di Desna. Ha un'istruzione universitaria, che pianificava di diventare un'insegnante, ma la sua carriera va a monte quando venne condannata per aver tentato di uccidere suo marito dopo che questo aveva pugnalato la sua ragazza. Ann è apertamente lesbica, ma ha difficoltà ad equilibrare le sue relazioni con il ruolo che ha nella mafia, specialmente quando si innamora di una detective della polizia che indaga sul salone.
- Virginia Loc (stagioni 1-4), interpretata da Karrueche Tran, doppiata da Letizia Scifoni.
Ex prostituta del locale di Uncle Dddy ed amante di Roller. Dopo l'arresto di Polly, Roller costringe Desna ad assumere Virginia nel salone, ma Desna la caccia disgustata dopo aver sospettato che Virginia abbia raccontato dell'arresto a Roller. Alla fine, Virginia viene accettata dopo aver sparato a Roller per difendere Desna e le prova la sua volontà di apprendere il commercio delle manicuriste. In seguito, rimane incinta dopo aver fatto sesso con Dean ed alla fine accetta di sposarlo.
- Jennifer Husser (stagioni 1-4), interpretata da Jenn Lyon, doppiata da Giò Giò Rapattoni.
Vecchia amica di Desna, braccio destro e moglie di Bryce, con il quale ha due figlie. Ha già perso molti parenti a causa della criminalità organizzata, è fermamente convinta del fatto che Bryce non debba far parte degli affari criminali della sua famiglia, ma lui lo fa lo stesso, causando una rottura tra lei e Desna. Quando la sua famiglia viene assorbita dai Russi, riesce a mantenere la sua posizione al salone grazie a Desna che garantisce per lei. Tuttavia una relazione che ha con un uomo di nome Hank minaccia il suo matrimonio con Bryce.
- Dwayne "Roller" Husser (stagioni 1-4), interpretato da Jack Kesy, doppiato da Andrea Mete.
Nipote di Clay, amante occasionale di Desna e famigerato spacciatore di droga, la cui presunta morte nel primo episodio scatena il conflitto tra gli Husser e il salone di Desna. In seguito si scopre che è ancora vivo, e che era stato imprigionato da una donna e divenuto il suo schiavo sessuale. Scappa e si ricongiunge alla sua famiglia, ma quando i suoi accordi con i russi saltano fuori, lui, suo fratello e suo zio sono costretti a lavorare per loro. Successivamente, Bryce è costretto a cedere l'attività ai russi quando la famiglia degli Husser viene assorbita.
- Bryce Husser (stagioni 1-4), interpretato da Kevin Rankin, doppiato da Alessandro Quarta.
Marito di Jennifer e fratello di Roller, si unisce alla Dixie Mafia per ottenere giustizia per la morte di Roller e si impadronisce dello spaccio di narcotici, anche se sta lottando per controllare la sua dipendenza.
- Ken Brickman (stagioni 1-4), interpretato da Jason Antoon, doppiato da Franco Mannella.
Un losco dottore che gestisce uno spaccio di pillole per la famiglia Husser. Soffre d'instabilità emotiva a causa del matrimonio fallito, ma finisce per instaurare una relazione con Polly.
- Dean Simms (stagioni 1-4), interpretato da Harold Perrineau, doppiato da Fabrizio Vidale.
Fratello autistico di Desna, di cui si prende cura. Inizia a fare bodybuilding come hobby dopo la morte di Roller, e si innamora di Virginia, una delle impiegate della sorella.
- Clay "Uncle Daddy" Husser (stagioni 1-4), interpretato da Dean Norris, doppiato da Stefano De Sando.
Zio di Bryce e Roller e spietato capo della famiglia criminale Husser. Dopo che quest'ultimo scompare, mette a capo il primo, ma si rende conto troppo tardi che le azioni di Roller hanno lasciato la famiglia in debito con i russi. Spogliato dalla sua indipendenza, si rivolge alla mafia haitiana per assistenza.
- Gregory Ruval (ricorrente stagione 1, stagione 2), interpretato da Jimmy Jean-Louis, doppiato da Alberto Angrisano.
Un dottore ed interesse amoroso di Desna, il cui ruolo come boss della mafia haitiana le è sconosciuto. Forma un'alleanza con gli Husser quando perdono i loro interessi con i russi.[9]
- Arlene Branch (ricorrente stagione 1, stagioni 2-3), interpretata da Suleka Mathew, doppiata da Chiara Gioncardi.
Ragazza di Quiet Ann e detective che investiga su Desna e il dottor Ken. Ann è costretta a malincuore ad incastrarla per guida in stato di ebbrezza, ed alla fine viene licenziata dalla polizia. Tuttavia, questo risulta essere uno stratagemma come parte di un'operazione sotto copertura contro i russi e Desna.
- Toby (ricorrente stagioni 1-2, stagione 3), interpretato da Evan Daigle, doppiato da Leonardo Graziano.
Toy boy travestito di Uncle Daddy con cui ha una relazione.

### Ricorrenti
- Juanda "Auntie Mama" Husser interpretata da Dale Dickey. La moglie di Clay che viene uccisa dai russi nel finale della prima stagione. Appare come allucinazione a Clay nella seconda stagione.
- Hank Gluck interpretato da Hunter Burke. Il proprietario della caffetteria ebraica a Palmetto ed ex amante di Jennifer Husser.
- Riva interpretata da Andrea Sooch. Capo di una potente famiglia mafiosa russa che fa affari in Florida. Viene uccisa dalla sorella Zlata nella seconda stagione.
- Zlata Ostrovsky (stagione 2), interpretata da Franka Potente, doppiata da Laura Romano. L'appena ravveduta, ex-pecora nera di una potente famiglia della mafia russa che fa affari in Florida. Ha ucciso la sorella Riva ed assume il controllo degli interessi criminali della famiglia Husser, e prende Desna sotto la sua protezione.[10]
- Olga Ostrovsky (stagione 2), interpretata da Katherine Reis, doppiata da Erica Necci. La figlia di Zlata che Roller è costretto a sposare. Nonostante la loro relazione sia un accordo, Olga sviluppa veri sentimenti per Roller.
- Matilde Ruval (stagione 2), interpretata da Sheryl Lee Ralph. La madre haitiana di Gregory, che gestisce un ente di beneficenza per ragazze orfane.[11]
- Lucy Chen, interpretata da Sherry Cola. Agente speciale del Federal Bureau of Investigations degli Stati Uniti e partner allineato di Arlene Branch.

## Episodi
| Stagione         | Episodi | Prima TV originale | Prima TV - Pubblicazione Italia |
| ---------------- | ------- | ------------------ | ------------------------------- |
| Prima stagione   | 10      | 2017               | 2017                            |
| Seconda stagione | 10      | 2018               | 2018-2019                       |
| Terza stagione   | 10      | 2019               | 2019                            |
| Quarta stagione  | 10      | 2021-2022          | 2022                            |

## Produzione
A dicembre 2016 la serie è stata ordinata dal network TNT per una prima stagione composta da 10 episodi. Originariamente era stata pensata come una commedia da mezz'ora per il canale via cavo HBO. Ambientata a Palmetto (Florida), la serie viene però girata a New Orleans.